# Igreja de São Pedro Apóstolo de Andahuaylillas
A Igreja de São Pedro Apóstolo de Andahuaylillas é um templo religioso católico, construído sobre uma huaca pré-colombiana, no século XVI. Está localizada no distrito de Andahuaylillas, na região de Cusco, no Peru. A igreja faz parte da Rota Andina Barroco e é conhecida como a Capela Sistina das Américas, por causa da beleza de seus murais. E é um patrimônio cultural nacional, tombado pelo Ministério da Cultura do Peru, no ano de 2010..

## História
No ano de 1570, foi construída uma capela pequena, que atualmente é a capela-mor e santuário da igreja atual. Em 1606, construíram a nave e a fachada.
No ano de 1610, a capela passa por restauros, e se transforma em uma igreja. No ano de 1640, a igreja passa a pertencer aos jesuítas que fazem mudanças no interior da edificação.
Em 2008, a Igreja de São Pedro Apóstolo de Andahuaylillas foi incluída, pela World Monuments Fund, na World Monuments Watch para passar por restauro, pois a igreja estava se deteriorando pelo tempo e agentes naturais como terremotos e a obra foi finalizada no ano de 2012, com um custo de US$ 1.500.000,00. 

## Arquitetura
A igreja foi construída com grossas paredes externas de adobe sobre fundação de pedras. A fachada foi feita em estilo renascentista com portada em verga em arco sobre colunas dóricas e com características e elementos de um retábulo. O telhado foi coberto com telhas de cerâmica. e no seu interior, possui um teto no estilo mudéjar, construído com o método pré-hispânico chamado kur-kur. Também há murais pintados com temas do Novo Testamento e liturgias do período do Renascimento europeu. Há murais do século XVII, atribuídos ao pintor Luis de Riaño, como o "El Camino al Infierno" e "El Camino al Cielo". O retábulo principal é de meados do século XVII, em estilo barroco.

A igreja tem o acesso principal através de um átrio, possui uma nave única, coro baixo e capela-mor. E também possui uma torre campanário, sacristia e quatro capelas nas laterais.